# Friedrich Clermont
Friedrich Clermont (* 5. April 1934 in Flensburg; † 4. Januar 2011 in Satow) war ein deutscher Politiker (SED). Er war Mitglied des Staatsrates der DDR.

## Leben

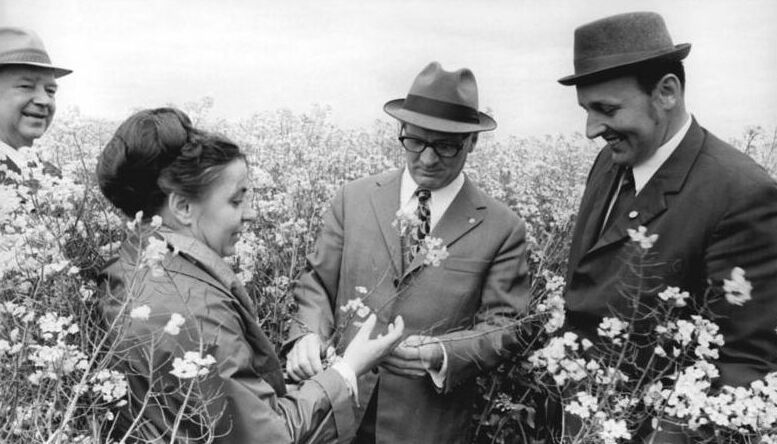
Erich Honecker (Mitte), Gerhard Grüneberg, Margarete Müller (l.) und Friedrich Clermont (r.) in Dedelow (1976)

Clermont entstammt einer hugenottischen Familie und war Sohn eines Bauern. Er besuchte die Grundschule und von 1953 bis 1956 die Landwirtschaftliche Fachschule Teterow, die er als „Staatlich geprüfter Landwirt“ abschloss. 1956 arbeitete er als Agronom in der Maschinen-Traktoren-Station Prenzlau. Von 1957 bis 1968 war er Vorsitzender der LPG „IV. Parteitag“ in Klinkow und ab 1969 Leiter der Kooperativen Abteilung Pflanzenproduktion in Dedelow. Clermont qualifizierte sich von 1964 bis 1969 durch ein Fernstudium an der Humboldt-Universität Berlin zum Diplomlandwirt.
1951 trat er in die FDJ und 1954 in die SED ein. Ab 1961 wirkte er als Gemeindevertreter und Ratsmitglied in Klinkow. Von 1962 bis 1976 war er Mitglied der SED-Bezirksleitung Neubrandenburg. 1963 wurde er Abgeordneter der Volkskammer, der er bis 1976 angehörte. Ab 1966 war er dort Mitglied des Ausschusses für Land-, Forst- und Nahrungsgüterwirtschaft. Von November 1971 bis Oktober 1976 war Clermont Mitglied des Staatsrates.
Von 1974 bis 1980 wirkte er als Vorsitzender der LPG „VIII. Parteitag“ in Dedelow, ab 1980 als Vorsitzender der LPG in Satow-Kogel. Von 1991 bis 1997 war er Mitarbeiter der Continental Grain Company für Mecklenburg. 1997 trat er in den Ruhestand.

## Auszeichnungen
- Banner der Arbeit (1962)
- Nationalpreis der DDR (Kollektiv, 1969)